# Berthold Botzet

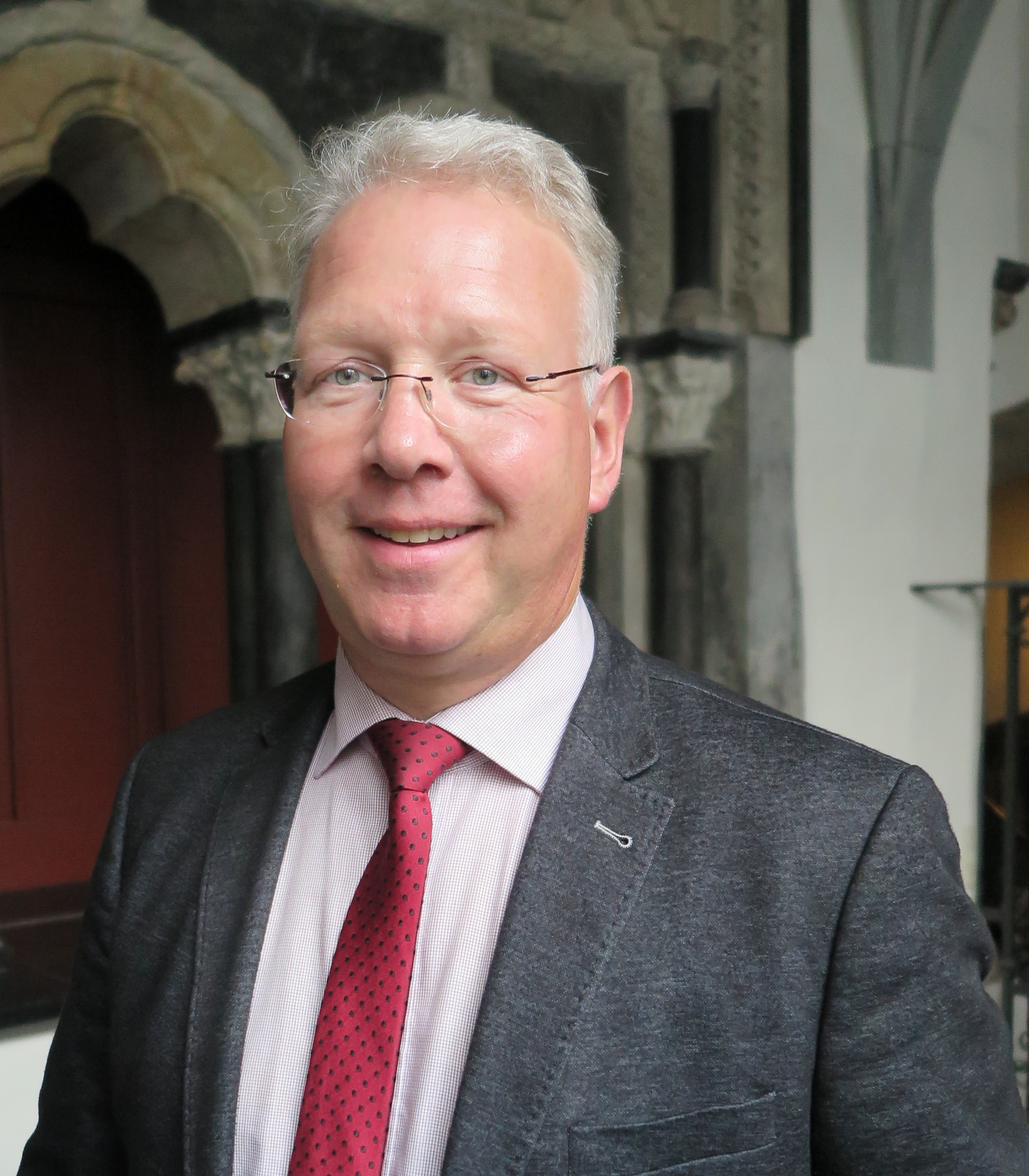
Berthold Botzet (2015)

Berthold Botzet (* 4. Juni 1961 in Graach an der Mosel) ist ein deutscher Kirchenmusiker und von 2000 bis 2025 Domkapellmeister am Aachener Dom.

## Leben und Wirken
Nach seiner Schulzeit begann Berthold Botzet das Studium der Kirchenmusik zunächst bei Helmut Schwindling an der bischöflichen Kirchenmusikschule in Trier und anschließend bei Hans-Josef Roth an der Katholischen Hochschule für Kirchenmusik St. Gregorius in Aachen. Nach der erfolgreichen Prüfung im Jahr 1986 zum A-Examen wechselte Botzet noch an die Robert Schumann Hochschule Düsseldorf, wo er sich in der Orgelklasse von Paul Heuser auf sein Konzertdiplom vorbereitete, welches er im Jahr 1989 ablegte. Es folgten Einzelkurse in Gregorianischem Choral und Gregorianischer Semiologie bei Godehard Joppich an der Folkwang-Universität der Künste sowie Chorleitung und Dirigat bei Volker Hempfling und Hermann Max.
Bereits seit 1987 war Botzet zunächst als Dozent an der Kirchenmusikschule St. Gregorius in Aachen tätig, erhielt dann aber ab 1989 eine Anstellung als Kantor an der Pfarrkirche St. Sebastian in Nettetal-Lobberich; die Pfarrei war seinerzeit ein Schwerpunkt Kirchenmusik des Bistums Aachen. Im Jahr 2000 kehrte er wieder nach Aachen zurück, wo er in der Nachfolge seines ehemaligen Lehrers Hans-Josef Roth zum Domkapellmeister am Aachener Dom und damit zum Leiter des Aachener Domchores berufen wurde. Berthold Botzet war darüber hinaus verantwortlich für die musikalische Ausbildung der Aachener Domsingknaben. Am 1. Februar 2025 ging er in den Ruhestand und übergab das Amt des Domkapellmeisters an Felix Heitmann.
Neben den regelmäßigen offiziellen Einsätzen im Rahmen der liturgischen Messfeiern in Aachen und Umgebung unternahm Botzet mit dem Aachener Domchor, der als der älteste deutsche Knabenchor gilt, zahlreiche Auftritte in vielen Orten Deutschlands sowie mehrere Konzertreisen unter anderem nach Luxemburg, in die Schweiz, nach Südkorea, Italien, Spanien, Kroatien, Südafrika und im Jahr 2012 nach Tschechien.
Ein Höhepunkt in seinem bisherigen Wirken sind die regelmäßige musikalische Begleitung der Verleihungen des Karlspreises sowie des außerordentlichen Karlspreises der Stadt Aachen an Papst Johannes Paul II. im Jahr 2004 im Vatikan.
Im Rahmen der Sonderkonzerte des Aachener Domes brachte Botzet bisher unter anderem die vier Passionen von Johann Sebastian Bach, das Requiem von Wolfgang Amadeus Mozart, das Te Deum und das Stabat Mater von Antonín Dvořák sowie die f-Moll-Messe von Anton Bruckner zur Aufführung. Im Jahr 2009 nahm er mit dem Aachener Domchor am Kirchenchorprojekt International Choirs in the Cologne Dom teil, wobei das In convertendo Dominus später auf einer Doppel-CD veröffentlicht wurde. Seit Beginn der Internationalen Chorbiennale nimmt der Aachener Domchor unter Leitung von Botzet regelmäßig an dem internationalen Chorfestival in Aachen teil.
Neben diesen hauptamtlichen Verpflichtungen gehört Botzet zu den Lehrkräften am Katholischen Priesterseminar Aachen und am ständigen Diakonat. Er ist ferner Mitglied in der Kirchenmusikkommission des Bistums Aachen und Beauftragter im Nationalverband Pueri Cantores Deutschland.
Im Jahr 2013 wurde der Aachener Domchor unter Leitung von Botzet mit dem Kulturpreis Karl IV. ausgezeichnet.